# Митковецька сільська рада
Миткове́цька сільська́ ра́да — адміністративно-територіальна одиниця та орган місцевого самоврядування в Летичівському районі Хмельницької області. Адміністративний центр — село Митківці.

## Загальні відомості
Митковецька сільська рада утворена в 1991 році.
- Територія ради: 22,75 км²
- Населення ради: 556 осіб (станом на 2001 рік)
- Територією ради протікає річка Бужок

## Населені пункти
Сільській раді підпорядковані населені пункти:
- с. Митківці

## Склад ради
Рада складається з 15 депутатів та голови.
- Голова ради: Московчук Антоніна Леонтіївна
- Секретар ради: Пазник Антоніна Василівна

### Керівний склад попередніх скликань
| Прізвище, ім'я, по батькові   | Основні відомості                                                                       | Дата обрання | Дата звільнення |
| ----------------------------- | --------------------------------------------------------------------------------------- | ------------ | --------------- |
| Ніколова Валентина Михайлівна | Сільський голова, 1951 року народження, позапартійна                                    | 26.03.2006   | 31.10.2010      |
| Московчук Антоніна Леонтіївна | Сільський голова, 1968 року народження, освіта середня спеціальна, член Партії регіонів | 31.10.2010   |                 |

Примітка: таблиця складена за даними сайту Верховної Ради України

### Депутати
За результатами місцевих виборів 2010 року депутатами ради стали:

#### За суб'єктами висування
| Суб'єкт висування | Кількість обраних депутатів | %    |
| ----------------- | --------------------------- | ---- |
| Партія регіонів   | 8                           | 66,7 |
| Народна партія    | 4                           | 33,3 |

#### За округами
| № округу        | Прізвище, ім'я, по батькові    | Дата визнання обраним | Освіта             | Партійна приналежність | Відомості про обраного депутата                                |
| --------------- | ------------------------------ | --------------------- | ------------------ | ---------------------- | -------------------------------------------------------------- |
| Народна Партія  |                                |                       |                    |                        |                                                                |
| 3               | Пазник Людмила Дмитрівна       | 04.11.2010            | вища               | позапартійна           | Митковецька загальноосвітня школа І-ІІІ ст., вчитель           |
| 6               | Пазник Марія Миколаївна        | 04.11.2010            | середня            | позапартійна           | Митковецький магазин, продавець                                |
| 9               | Круть Марія Іванівна           | 04.11.2010            | середня            | позапартійна           | Митковецька сільська рада, технічний працівник                 |
| 12              | Франкова Майя Степанівна       | 04.11.2010            | середня            | позапартійна           | тимчасово не працює                                            |
| Партія регіонів |                                |                       |                    |                        |                                                                |
| 1               | Кащина Лариса Сергіївна        | 04.11.2010            | середня спеціальна | член Партії регіонів   | тимчасово не працює                                            |
| 2               | Круть Галина Миколаївна        | 04.11.2010            | середня спеціальна | позапартійна           | Митковецький фельдшерсько-акушерський пункт, молодша медсестра |
| 4               | Поліщук Світлана Іванівна      | 04.11.2010            | вища               | позапартійна           | Митковецька загальноосвітня школа І-ІІІ ст., вчитель           |
| 5               | Трасковська Діна Петрівна      | 04.11.2010            | вища               | позапартійна           | Митковецька загальноосвітня школа І-ІІІ ст., вчитель           |
| 7               | Самолюк Тамара Василівна       | 04.11.2010            | середня            | позапартійна           | тимчасово не працює                                            |
| 8               | Пазник Антоніна Василівна      | 04.11.2010            | середня спеціальна | позапартійна           | Митковецька сільська рада, секретар                            |
| 10              | Ніколова Людмила Станіславівна | 04.11.2010            | середня спеціальна | член Партії регіонів   | Митковецька сільська рада, соціальний працівник                |
| 11              | Яковишин Микола Іванович       | 04.11.2010            | середня            | член Партії регіонів   | Хмельницький рибкомбінат, різноробочий                         |